# Cleveland Browns 1953
La stagione 1953 dei Cleveland Browns è stata la quarta della franchigia nella National Football League, l'ottava complessiva. La squadra chiuse la stagione regolare con un record di 11-1, perdendo come l'anno precedente contro i Detroit Lions nella finale di campionato, questa volta per un solo punto. Fu ll'ottava finale consecutiva per Cleveland tra NFL e AAFC.

## Calendario
| Stagione regolare |              |                        |           |        |                             |          |             |
| Turno             | Data         | Avversario             | Risultato | Record | Stadio                      | Pubblico | Fonte       |
| 1                 | 27 settembre | at Green Bay Packers   | V 27–0    | 1–0    | Milwaukee County Stadium    | 22,604   | [ 2 ]       |
| 2                 | 4 ottobre    | at Chicago Cardinals   | V 27–7    | 2–0    | Comiskey Park               | 24,374   | [ 3 ]       |
| 3                 | 10 ottobre   | Philadelphia Eagles    | V 37–13   | 3–0    | Cleveland Municipal Stadium | 45,802   | [ 4 ] [ 5 ] |
| 4                 | 18 ottobre   | at Washington Redskins | V 30–14   | 4–0    | Griffith Stadium            | 33,963   | [ 6 ]       |
| 5                 | 25 ottobre   | at New York Giants     | V 7–0     | 5–0    | Polo Grounds                | 30,773   | [ 7 ]       |
| 6                 | 1 novembre   | Washington Redskins    | V 27–3    | 6–0    | Cleveland Municipal Stadium | 47,845   | [ 8 ]       |
| 7                 | 8 novembre   | Pittsburgh Steelers    | V 34–16   | 7–0    | Cleveland Municipal Stadium | 35,592   | [ 9 ]       |
| 8                 | 15 novembre  | San Francisco 49ers    | V 23–21   | 8–0    | Cleveland Municipal Stadium | 80,698   | [ 10 ]      |
| 9                 | 22 novembre  | at Pittsburgh Steelers | V 20–16   | 9–0    | Forbes Field                | 32,904   | [ 11 ]      |
| 10                | 29 novembre  | Chicago Cardinals      | V 27–16   | 10–0   | Cleveland Municipal Stadium | 24,499   | [ 12 ]      |
| 11                | 6 dicembre   | New York Giants        | V 62–14   | 11–0   | Cleveland Municipal Stadium | 40,235   | [ 13 ]      |
| 12                | 13 dicembre  | at Philadelphia Eagles | S 27–42   | 11–1   | Connie Mack Stadium         | 38,654   | [ 14 ]      |

Nota: gli avversari della propria conference sono in grassetto.

### Playoff
| Playoff |             |                  |           |        |                |          |        |
| Turno   | Data        | Avversario       | Risultato | Record | Stadio         | Pubblico | Fonte  |
| Finale  | 27 dicembre | at Detroit Lions | S 16–17   | 0–1    | Briggs Stadium | 54,577   | [ 15 ] |

## Classifiche
| NFL Eastern Conference |    |    |   |      |       |     |     |     |
|                        | V  | S  | P | %    | CONF  | PF  | PS  | STR |
| Cleveland Browns       | 11 | 1  | 0 | .917 | 9–1   | 348 | 162 | S1  |
| Philadelphia Eagles    | 7  | 4  | 1 | .636 | 6–3–1 | 352 | 215 | V1  |
| Washington Redskins    | 6  | 5  | 1 | .545 | 6–3–1 | 208 | 215 | S1  |
| Pittsburgh Steelers    | 6  | 6  | 0 | .500 | 5–5   | 211 | 263 | V2  |
| New York Giants        | 3  | 9  | 0 | .250 | 3–7   | 179 | 277 | S2  |
| Chicago Cardinals      | 1  | 10 | 1 | .091 | 0–10  | 190 | 337 | V1  |

Note: I pareggi non venivano conteggiati ai fini della classifica fino al 1972.